# バービー (お笑い芸人)
バービー（1984年1月26日 - ）は日本のお笑い芸人である。お笑いコンビ「フォーリンラブ」のボケ（ネタによってツッコミ）担当。北海道夕張郡栗山町出身。ワタナベエンターテインメント所属。既婚者。 本名 笹森花菜（ささもりかな）

## 来歴
北海道栗山高等学校、東洋大学文学部インド哲学科卒業。大学ではチベット密教を学ぶ。
ワタナベコメディスクール出身の2期生。ドラマの脚本が書きたいと考え最初は放送作家コース志望だったが、同スクールからの勧めでお笑いタレントコースに進んだ。ワタナベコメディスクールを選んだのはワタナベエンターテインメント所属・アンガールズの田中卓志に憧れたのがきっかけで、田中に本気で告白して振られたこともあった。ワタナベコメディスクールの後輩のイモトアヤコ、東京ウタカルタとトリオ「東京ホルモン娘」を組み活動していた。(東京ウタカルタ脱退後はコンビ。)このコンビで2006年のM-1グランプリに出場。この当時、所属は「アマチュア」表記。その後にイモトが『世界の果てまでイッテQ!』（日本テレビ）の珍獣ハンターに選ばれ、長期ロケに出たこともありコンビは自然消滅した。
ピン芸人として活動した後、普段と違う相方とライブをする企画で、後に相方となるハジメからスカウトされ「フォーリンラブ」を結成。
2019年2月20日、北海道の民放5局とNHK札幌放送局による共同キャンペーン『One Hokkaido Project』のキャンペーンソングに参加。
6月22日、『世界の果てまでイッテQ』（日本テレビ）の宮城県でのロケ中に左足に違和感を覚え、終了後徐々に痛みを感じたため、現地の病院で検査した結果、アキレス腱断裂で全治3か月と診断され、23日に東京都内の病院で手術を受けた。
8月に、ブラジャーが合わないことで残った自分の胸のあざの写真をInstagramに投稿して、これまで1枚も自分にしっくりくる下着が無かったとして「自分の体型でも似合う下着をプロデュースしたい」と考え「しっくりくるブラに出会ったことのない人のためのブラ」の製作を始めた。プレゼンテーションをさせてもらえる機会をもらったピーチ・ジョンに自ら書いたデザイン画を持って出向き、プレゼンテーションに臨んだ結果、自身プロデュースの下着が2020年2月5日発売された。
2021年4月9日、一般男性との結婚を発表。6歳年下で、教育関係の会社員であるという。
2024年5月30日、3年間の妊活を経て第1子を妊娠したことを報告。8月18日、第1子女児の出産を報告。

## 人物
- 身長159cm、体重78kg。
- 山崎弘也（アンタッチャブル）に似ていると、番組の共演者に言われることが多い。ハジメとの初対面の時も、いきなり「山崎さんそっくりやな」と言われたという[4]。山崎とは何度もバラエティ番組などで共演している。また、「もしフォーリンラブが解散になった場合、アンタッチャブル山崎と組んで『山崎兄妹』を結成しろ」。とネタにされることがある。その際、コンビの仮称はコロコロ変わる。
  - 2012年6月25日放送の『お試しかっ&Qさま!! 3時間SP』(テレビ朝日)では山崎とマネージャー同士が夫婦であることが語られている[20]。
- 2010年8月21日放送の『さんま&くりぃむの芸能界(秘)個人情報グランプリ』（フジテレビ）で、小学3年生の時点で既に貫禄の付いた顔が紹介された。出演者からは「小学生の顔には見えない」といわれた。当時鈴木蘭々に似ていたと語ると「パンダのランラン、もしくは篠山紀信に似ている。」といじられ、篠山の写真と昔の写真を何度も比べられた。逆に鈴木の方がバービーに似ていると言われたこともある[21]。
- 中学からテニスを始め高校では道内でシングルベスト8の実力があり[22]、4年間テニスインストラクターをしていた[23]。2015年の時点でテニス歴10年[24]。また、チベット体操のインストラクターの資格を持っている[25]。2015年12月8日放送の『ロンドンハーツ』（テレビ朝日）の企画「動けるおデブ女王決定戦」にて自身のテニス経験を生かした特技を披露した[26]。
- 以前から整形しているという噂が広まっていたが、2017年2月4日にAbemaTVで放送された『スキマ会見～巷にうずまくウワサや疑惑の真相を釈明いたします！～』の中で、この噂について「整形はしておりません。全くの事実無根」と否定し、小さい頃からこの顔だと釈明した。しかし、頬など肌の凸凹を薄くするレーザー治療や脂肪融解注射は受けているが、これは美容としており、500万円かかったと話している。それでも、メスは使ってないため、整形ではないとしている[27]。
- 喫煙者（2011年当時）[28] だったが、その後2012年10月の『主治医が見つかる診療所』（テレビ東京）出演をきっかけに、禁煙を始めている[29]。
- イギリスのチェルシー・フラワー・ショーにボランティアスタッフとして参加している[30]。
- 読書家で、仏教、スピリチュアル、ジェンダー関連の書籍を本棚に揃えている[30]。
- 地元栗山町に古民家を購入し、別荘としている[31]。町おこし活動にも取り組んでいる[31]。

- 神と言う名のポメプー(ポメラニアンとトイプードルのミックス犬)を飼っている。

## 出演
コンビでの出演歴についてはフォーリンラブ#出演を参照。

### 現在の出演番組
テレビ
- 秘密のケンミンSHOW（読売テレビ）不定期出演
- 世界の果てまでイッテQ!（日本テレビ） - 準レギュラー
  - コンビを解散した現在でも、イモトと不定期に共演している。イモトはレギュラー。なお「フォーリンラブ」結成以降で元相方のイモトと共演しているのは、この番組のみ。
- ひるおび（TBS、毎週火曜日・第2部） - コメンテーター
- newsランナー（関西テレビ） - コメンテーター
- バービーのしずおかごはんが食べたい!（テレビ静岡）
- JOY＆バービー長野のラーメン屋さん「言っちゃいな！」（信越放送）

ラジオ
- Amazon Music Presents バービーとおしんり研究所（TBSラジオ、2022年3月29日-）
- 西川あやの おいでよ!クリエイティ部（文化放送、2022年4月5日 - ) - 火曜日スタジオ部員（コメンテーター）

### 過去の出演番組
テレビ
- ダウンタウンのガキの使いやあらへんで!笑ってはいけないシリーズ（日本テレビ）
  - 空港24時（2011年12月31日） - 下着泥棒の被害者
  - 名探偵24時（2015年12月31日）
- ハケンOLは見た!（テレビ東京）
- むっちり温泉〜ぽっちゃりおんな芸人がやりたい10のうさばらし〜（WAKO制作、2012年12月以降各局（TOKYO MXでは2013年1月3日放送））
- 大久保じゃあナイト（TBS、2013年4月20日 - 2014年3月23日）リポーター。
- PON!（日本テレビ) - 2013年4月1日から2015年3月23日まで月曜日コメンテーター、2015年4月2日から10月1日まで木曜日コメンテーターとしてレギュラー出演。
- ラン×スマ 街の風になれ（NHK BS1、2015年4月4日 - 2016年3月）- MC
- スリルな夜!（AbemaTV、2016年4月12日 - 2018年3月28日） - メインMC
- おーい!ひろいき村（フジテレビ）不定期出演
- ハピくるっ! （関西テレビ）水曜レギュラー
- あぐり王国北海道NEXT（北海道放送、2021年3月27日）
- ギリギリライブ イマドキ女子のリアル生態調査（北海道文化放送、2021年7月22日 - 8月11日、10月12日、10月19日） - マンスリーMC
- バービー＆村上佳菜子の編集長私、イイ女になりたいの。（2018年8月30日 - 2022年3月、フジテレビオンデマンド） - MC・冠番組 [32]
- 発見!タカトシランド（北海道文化放送）
  - 2023年2月17日 - 元町新道東エリアでイイとこ探し!
- バービーのHappy Pampee TV（BSJapanext、2022年4月2日 - 2023年3月28日）
- タモリ倶楽部（テレビ朝日） - 不定期出演
- JOYのASOBU-TV JOYnt! （群馬テレビ） - 不定期ゲスト
- オレ一応モデルなんですけど （群馬テレビ） - 不定期ゲスト
- おさわがせOL給湯室（2018年、GYAO!）
- あさイチ（NHK総合、2024年5月20日）

ラジオ
- ACTION（TBSラジオ、2019年8月30日）ゲスト
- バービー・郡司の深夜教室Q組（MBSラジオ、2019年12月3日 - 2020年2月26日[33]） - MC・冠番組
- 週末ノオト（TBSラジオ）（2020年7月4日 - 2022年3月26日） - パーソナリティ[34]
- らじるラボ（NHK第1、2020年4月1日 - 2023年3月15日） - 水曜日9・10時台スナックおとあそびパーソナリティ

### テレビドラマ
- 勇者ヨシヒコと悪霊の鍵（テレビ東京、2012年10月19日） - 姫（変身中） 役
- 農業女子はらぺ娘（NHK BSプレミアム、2015年12月16日） - 森田唯 役
- ふなっしー探偵（2016年1月7日、フジテレビ）
- オーファン・ブラック〜七つの遺伝子〜（2017年12月2日、東海テレビ）- 従業員 役
- がんばれ!TEAM NACS episode5（2021年7月18日、WOWOW） - 本人 役[35]

### CM
- SUNTORY「ビタミンウォーター」岡田将生と共演。
- エクスコムグローバル「イモトのWiFi」（2013年 - ）イモトアヤコと共演。元コンビでの出演は、このCMのみ
- コロプラ「白猫プロジェクト」（2016年）
- ソフトバンク「白戸家ほぼ?ショッピング」、「動画に夢中なほぼ兄妹」編（2018年） - 山崎弘也と共演
- 北海道電力「いまこそスマート電化　一歩先のバービー」篇（2022年10月 - ）[36]

### MV
- RAG FAIR 「メリミー!!」(2009年)
- クマムシ「なんだしっ!」（2015年7月29日）[37]
- AKB48（アップカミングガールズ）「君だけが秋めいていた」（2015年8月26日）
- One Hokkaido Project「私たちの道」（2019年2月20日）[38]

### 音楽
- 私たちの道 - One Hokkaido Project（参加作品、 WESS RECORDS、デジタル配信2019年2月20日、CDシングル2019年3月6日）[10]

### 映画
- 燃えよデブゴン TOKYO MISSION 肥龍過江 Enter The Fat Dragon（2020年）- 築地の人魚 役（カメオ出演）

### その他
- 防衛省広報誌『MAMOR』（扶桑社）2020年6月号 - 村上佳菜子とともに防大生の制服を着て撮影、表紙と巻頭グラビアを飾る。